# Timbuka boquete
Timbuka boquete là một loài nhện trong họ Anyphaenidae.
Loài này thuộc chi Timbuka. Timbuka boquete được Antonio D. Brescovit miêu tả năm 1997.